# Hal Fowler
Hal Fowler (ur. 12 stycznia 1927, zm. 7 listopada 2000) – amerykański pokerzysta, pierwszy amator, który zwyciężył w turnieju głównym WSOP.
W 1979 Fowler w pewnym momencie na stole finałowym, przy którym zasiadali m.in. Johnny Moss i Bobby Baldwin, miał mniej niż $2.000 w żetonach (na stole było w sumie $500 000), jednak udało mu się wygrać. Ponadto uważa się, że Fowler nie miał pieniędzy na uiszczenie wpisowego, więc Benny Binion mu pożyczył. Jego triumf uważa się za największą sensację w historii WSOP.
W decydującym rozdaniu 7-6 Fowlera pokonało parę asów Bobby’ego Hoffa.
W późniejszym czasie musiał zrezygnować z gry, z powodu komplikacji po cukrzycy, które popsuły mu wzrok.
Jego wygrane w turniejach wyniosły $383 500.
Fowler zmarł w swoim domu w wieku 73 lat.